# Europese kampioenschappen openwaterzwemmen 2012
De Europese kampioenschappen openwaterzwemmen 2012 werden van 12 tot en met 16 september 2012 gehouden in Piombino, Italië. 

## Programma
| Onderdeel                | September | September | September | September | September | September | September |
| Onderdeel                | 12        | 13        | 14        | 15        | 16        |           |           |
| ------------------------ | --------- | --------- | --------- | --------- | --------- | --------- | --------- |
| 5 km tijdrace (m)        |           |           |           | Goud      |           |           |           |
| 10 km massastart (m)     | Goud      |           |           |           |           |           |           |
| 25 km massastart (m)     |           |           |           |           | Goud      |           |           |
|                          |           |           |           |           |           |           |           |
| 5 km tijdrace (v)        |           |           |           | Goud      |           |           |           |
| 10 km massastart (v)     | Goud      |           |           |           |           |           |           |
| 25 km massastart (v)     |           |           |           |           | Goud      |           |           |
|                          |           |           |           |           |           |           |           |
| 5 km landenwedstrijd (g) |           |           | Goud      |           |           |           |           |
| Totaal                   | 2         | 0         | 1         | 2         | 2         |           |           |

## Medailles

### Mannen
| Onderdeel | Goud             | Goud      | Zilver              | Zilver    | Brons             | Brons     |
| --------- | ---------------- | --------- | ------------------- | --------- | ----------------- | --------- |
| 5 km      | Kirill Abrosimov | 54.47,1   | Andreas Waschburger | 54.59,4   | Luca Ferretti     | 55.06,6   |
| 10 km     | Kirill Abrosimov | 1.57.46,8 | Andreas Waschburger | 1.57.48,2 | Nicola Bolzonello | 1.57.54,0 |
| 25 km     | Petar Stoychev   | 5.04.02,3 | Arseniy Lavrentyev  | 5.04.05,4 | Axel Reymond      | 5.04.06,3 |

### Vrouwen
| Onderdeel | Goud             | Goud      | Zilver              | Zilver    | Brons            | Brons     |
| --------- | ---------------- | --------- | ------------------- | --------- | ---------------- | --------- |
| 5 km      | Rachele Bruni    | 1.00.56,9 | Kalliopi Araouzou   | 1.01.53,5 | Jana Pechanová   | 1.01.57,8 |
| 10 km     | Martina Grimaldi | 2.12.23,3 | Angela Maurer       | 2.12.24,7 | Jana Pechanová   | 2.12.26,1 |
| 25 km     | Alice Franco     | 5.31.21,9 | Margarita Dominguez | 5.31.26,3 | Martina Grimaldi | 5.31.34,6 |

### Gemengd
| Onderdeel            | Goud                                              | Goud    | Zilver                                                           | Zilver  | Brons                                                   | Brons     |
| -------------------- | ------------------------------------------------- | ------- | ---------------------------------------------------------------- | ------- | ------------------------------------------------------- | --------- |
| 5 km landenwedstrijd | Italië Luca Ferretti Simone Ercoli Rachelle Bruni | 59.04,2 | Griekenland Marios Kalafatis Georgios Arniakos Kalliopi Araouzou | 59.57,1 | Duitsland Thomas Lurz Andreas Waschburger Angela Maurer | 1.00.42,5 |

### Medaillespiegel
| Plaats | Land        | Goud | Zilver | Brons | Totaal |
| 1      | Italië      | 4    | 0      | 3     | 7      |
| 2      | Rusland     | 2    | 0      | 0     | 2      |
| 3      | Bulgarije   | 1    | 0      | 0     | 1      |
| 4      | Duitsland   | 0    | 3      | 1     | 4      |
| 5      | Griekenland | 0    | 2      | 0     | 2      |
| 6      | Spanje      | 0    | 1      | 0     | 1      |
| 6      | Portugal    | 0    | 1      | 0     | 1      |
| 8      | Tsjechië    | 0    | 0      | 2     | 2      |
| 9      | Frankrijk   | 0    | 0      | 1     | 1      |
| Totaal | Totaal      | 7    | 7      | 7     | 21     |